# Dani García González
Daniel García González (Torrelavega, España, 26 de mayo de 1970), conocido como Dani García, es un entrenador español de baloncesto que actualmente dirige al equipó de CB Morón de la Primera FEB.

## Trayectoria
- Formación: Caja Cantabria - EDM Torrelavega
- 1994-1996: Caja Cantabria (Liga EBA) - Ayudante
- 1996-1997: Caja Cantabria (LEB Oro) - Ayudante
- 1997-1999: Cantabria Lobos (Liga ACB)- Ayudante
- 1999-2000: Cantabria Lobos (ACB).
- 2000-2001: Cantabria Lobos (ACB).
- 2002-2003: Cantabria Lobos (LEB).
- 2003-2004: CB Plasencia (LEB).
- 2004-2005: CB Plasencia (LEB).
- 2005-2006: CB Plasencia  (LEB).
- 2005-2009: CB Ourense (LEB 2).
- 2013-2015: CD Estela (EBA).
- 2015-2017: Pas Piélagos (Junior Masculino)
- 2017-2018: La Paz Torrelavega (Junior Femenino)
- 2018: CB Plasencia (LEB Plata).[1]
- 2025-actualidad: CB Morón (Primera FEB).[2]